# Desire (canción de Paulina Rubio)
Desire (Me tienes loquita) es el cuarto sencillo de la cantante mexicana Paulina Rubio con la participación del cantante venezolano Nacho.

## Antecedentes y lanzamiento
Después de su último sencillo «Me quema» por última vez en 2016, apareció la nueva portada de la nueva canción extraída el 15 de mayo de 2018, por comentarios y tutoriales del internet la cantante que hizo con la película «Bésame en la boca» en 1995.

## Video musical
Se estrenó en el día viernes 25 de mayo de 2018, dirigido por el cubano Alejandro Pérez. El videoclip cuenta con 5 millones de reproducciones en la plataforma YouTube. 

### Trama
Se ve una fiesta cantando con chicos con deseos muy sensuales de masoquismo y el polvo derramado con el reguetonero y la chica dorada.